# Dennis Savory
Dennis Savory (* 13. Juni 1943 in Kettering) ist ein britischer Bogenschütze.
Savory nahm an den Olympischen Spielen 1980 in Moskau teil und belegte Platz 13. Er gehörte dem Freestyle Club Wisbech an und stammt aus Peterborough.